# Дампјер ан Монтањ
Дампјер ан Монтањ (фр. Dampierre-en-Montagne) насеље је у источном делу централне Француске у региону Бургоња, у департману Златна обала која припада префектури Монбар.
По подацима из 2011. године у општини је живело 83 становника, а густина насељености је износила 8,01 становника/km². Општина се простире на површини од 10,36 km². Налази се на средњој надморској висини од 480 метара (максималној 502 m, а минималној 379 m).

## Демографија
| 1962. | 1968. | 1975. | 1982. | 1990. | 1999. | 2011. |
| ----- | ----- | ----- | ----- | ----- | ----- | ----- |
| 70    | 71    | 68    | 66    | 56    | 68    | 83    |

График промене броја становника у току последњих година